# Ime Gruzije
Gruzija je slavenski egzonim države na Kavkazu, koja se na svom narodnom, gruzijskom jeziku, naziva Sakartvelo (საქართველო). 
I endonim i egzonim za zemlju potječu od iste državotvorne jezgre i središnje gruzijske regije Kartlije, zvane Iberija, do klasičnih i bizantskih izvora oko kojih je formirano ranosrednjovjekovno kulturno i političko jedinstvo Gruzijaca .
Vanjski zapadni i ruski egzonimi vjerojatno potječu od gorğān, perzijskog imenovanja Gruzijaca, koji se razvija od srednjoperzijskog wurğān / wirucān, i drevnog perzijskog vrkân (()) u značenju ‘zemlja vukova’. To se odražava i u drevnom armenskom virk (վիրք), što je izvor starogrčkog iberia (ιβηρία), koja je latinski ušla kao Hiberia. Transformacija vrkān u gorgan i promjena v u g je fonetski pojava u tvorbi riječi u proto-indo-iranskim jezicima i drevnim iranskim jezicima. Svi su egzonimi jednostavno fonetske varijacije istog korijena vrk/vark (tj. vuk).
Puni službeni naziv države je Sakartvelo, kako je utvrđeno u gruzijskom ustavu. Prije stupanja na snagu Ustava iz 1995. godine ime države bilo je Republika Gruzija. Od 2005. godine, gruzijska vlada naporno radi na uklanjanju ruskog egzonima Gruzija iz upotrebe širom svijeta.
Naziv Georgia, za kojeg službeni Tbilisi želi da bude službeni naziv diljem svijeta i nema baš idiličnu rusko-gruzijsku povijest. U ruskom gradu Georgijevsku, 1783. godine potpisan je Ugovor iz Georgijevska, kojim je potvrđen ruski pravoslavni protektorat nad gruzijskim zemljama, tada razjedinjenim kraljevinama Kahetijom, Kartlijom i Imeretijom. Rusija je tadašnjem istočno-gruzijskom kraljevstvu jamčila teritorijalni integritet, ali je već 1801. godine anektirala tu zemlju.

## Endonim
Izvorno gruzijsko ime za zemlju je Sakartvelo (საქართველო). Riječ se sastoji od dva dijela. Njegov korijen, kartvel-i (ქართველ-ი), prvi put potvrđen u staro-gruzijskom natpisu Um-Laisun u Jeruzalemu, izvorno se odnosi na stanovnika središnje gruzijske regije Kartli-Iberije iz klasičnih i bizantskih izvora. Početkom 9. stoljeća značenje "Kartli" prošireno je i na druga područja srednjovjekovne Gruzije koja su se držala zajedno s religijom, kulturom i jezikom. Gruzijski cirkumfiks sa-X-o je standardna geografska konstrukcija koja označava "područje u kojem X stanuje", gdje je X etnonim.
Najranija referenca za naziv "Sakartvelo" javlja se oko 800. godine u Gruzijskim kronikama Džuanšera Džuanšerianija:
»და ვითარცა შევლო ყრუმან კლისურა, რომელი მას ჟამსა იყო საზღვარი საბერძნეთისა და საქართველოსა, და შემუსრა ქალაქი აფშილეთისა ცხუმი. და მოადგა ციხესა ანაკოფისასა.
A kad je taj gluhi čovjek [tj. omejidski kalif Marvan II. (Gruzijci su ga nazvali "Marvan Gluhi" tijekom njegove invazije na Gruziju)] uništio Klisuru, što je granica Saberdzneti i Sakartvelo...«